# Grand Cayman
Grand Cayman er den største af Caymanøerne med et areal på ca. 196 km².
19°20′N 81°13′V / 19.333°N 81.217°V